# Söyüdlər
Söyüdlər è un comune dell'Azerbaigian situato nel distretto di Kürdəmir.